# 물병자리 뉴
물병자리 뉴(ν Aqr)는 물병자리 방향에 있는 항성이다. 이 별의 고유명칭은 ‘알불란’이 있는데 이 이름은 물병자리 뮤를 지칭하는 이름이기도 하다. 고유명칭은 아랍어 단어 ألبولعان에서 왔는데 그 뜻은 ‘삼키는 자 둘’이다. 물병자리 뉴와 알발리, 알불란은 ‘알 불라’(البلع, →삼키는 자)의 구성원이다.
동아시아 천문학에서 이 별은 허수의 천루성(天壘城, Tiān Lěi Chéng)에 속해 있다. 허수를 구성하는 별로는 물병자리 뉴, 크시, 9, 8, 14, 17, 19, 18, 염소자리 46, 염소자리 47, 염소자리 람다, 염소자리 50, 염소자리 29가 있다. 물병자리 뉴 자체를 지칭하는 이름은 천루성십(天壘城十 , Tiān Lěi Chéng shí, →천루의 열 번째 별)이다.
물병자리 뉴의 겉보기 등급은 4.52로 맨눈으로 볼 수 있다. 시차 자료에 따르면 이 별은 지구로부터 약 159광년 떨어져 있다. 예상 나이는 7억 8백만 년으로 중심핵의 수소를 모두 태운 뒤 진화하여 거성 단계에 있다. 분광형은 G8 III이다. 질량은 태양의 두 배 정도이며 반지름은 8배이다. 밝기는 태양의 37배이며 유효 온도는 4,920켈빈이다. 이 정도 온도에서 물병자리 뉴는 우리 눈에 노란색으로 빛나는 것처럼 보인다.